# Stevia rebaudiana
La stevia (Stevia rebaudiana (Bertoni) Bertoni) è una pianta angiosperma dicotiledone erbacea perenne, di piccole dimensioni, della famiglia delle Asteraceae (Compositae), nativa delle montagne fra Paraguay e Brasile. È nota per essere utilizzata come dolcificante ipocalorico naturale.

## Descrizione

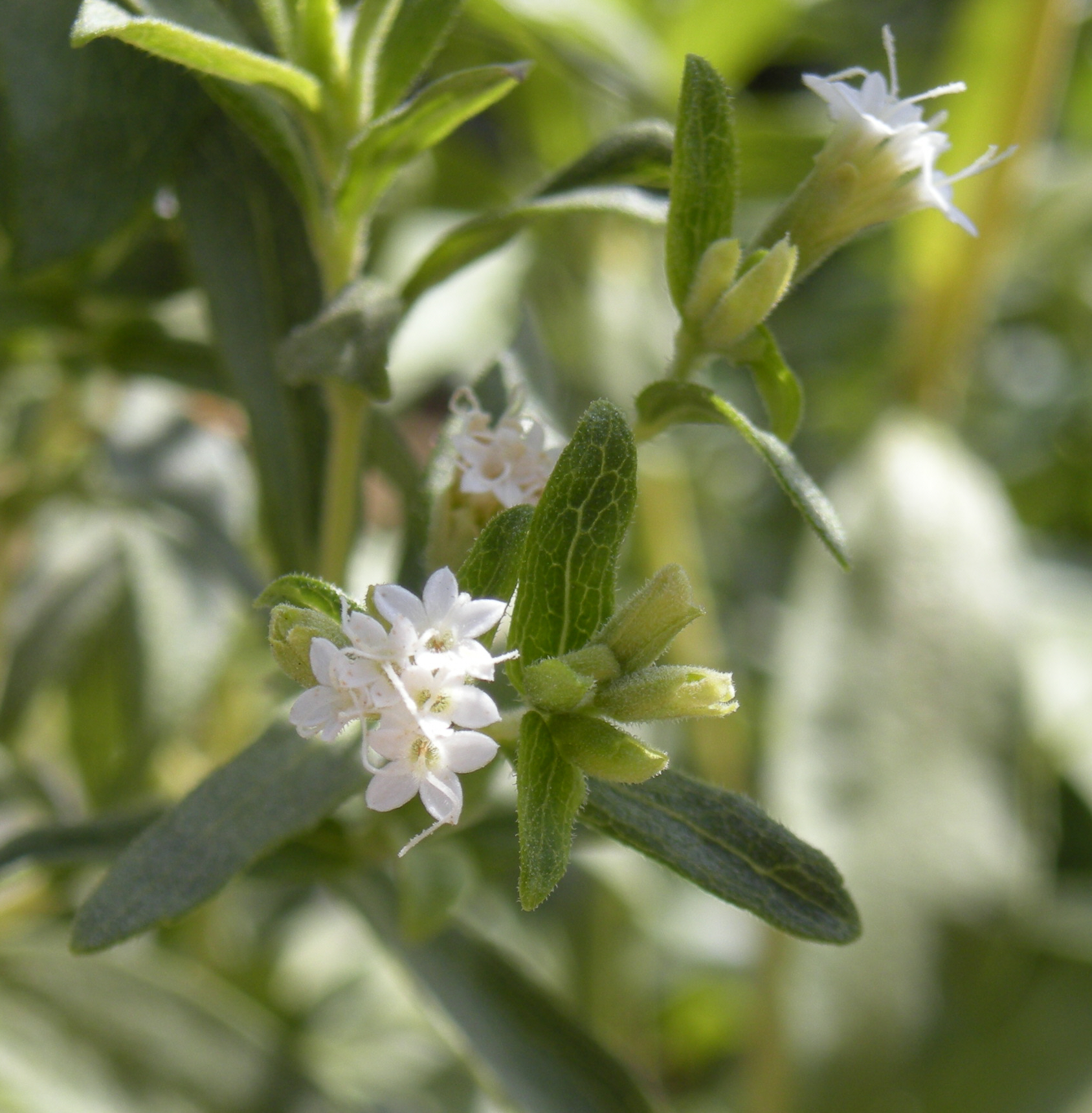
Fiori di stevia

Stevia rebaudiana è una pianta perenne poco resistente al gelo, nei climi più caldi è coltivata solitamente come semi-perenne.
Arriva a un'altezza di mezzo metro circa. Le foglie sono lanceolate o ellittiche, con margine dentellato, sono alterne, semplici, verde scuro brillante e hanno una superficie ruvida, a volte un po' pelosa.
Ha fiori ermafroditi molto piccoli, numerosi, di colore biancastro, riuniti in capolini che vengono impollinati dagli insetti. La fioritura è tardo-autunnale. I frutti sono acheni dotati di un pappo lanuginoso che facilita il loro trasporto dal vento.

## Storia
S.rebaudiana è stata usata nel corso dei secoli dal popolo guaraní del Brasile e del Paraguay, che la chiamavano kaʼa heʼẽ ("erba dolce"), per addolcire il mate, come medicina e come dolcificante.
Nel 1899, il botanico svizzero Mosè Giacomo Bertoni descrisse per la prima volta la pianta come spontanea nel Paraguay orientale e ne osservò il sapore dolce.
Il primo scienziato che le descrisse fu proprio il botanico Svizzero Bertoni che nel 1887 attribuì alle foglie vari effetti: ipotensivizzante ma energizzante, ipoglicemizzante e regolatore dell’omeostasi glucidica, digestivo, riequilibratore di cute e mucose e dell’intero ambiente orale.
Nel 1931, i chimici M. Bridel e R. Lavielle isolarono i glicosidi stevioside e rebaudioside che conferiscono alle foglie il loro sapore dolce. Le esatte strutture chimiche dell'aglicone steviolo e del suo glicoside furono pubblicate nel 1955.
Sulla base delle dichiarazioni della Organizzazione mondiale della sanità (Joint Expert Committee on Food Additives), il consumo di glicosidi steviolici considerato sicuro per l'uomo è di 4 mg per kg di peso corporeo al giorno.

## Coltivazione
La coltivazione commerciale della stevia è iniziata negli anni '60, si è diffusa in Giappone, nel sud-est asiatico e negli Stati Uniti, ma anche in climi leggermente tropicali nelle zone collinari del Nepal o dell'India (regione dell'Assam). La pianta preferisce condizioni calde, umide e soleggiate; non può sopravvivere al gelo durante l'inverno e quindi in Europa viene preferenzialmente coltivata in serra. I ricercatori della Duke University hanno sviluppato un piano strategico per aiutare gli agricoltori e gli esportatori del Paraguay a competere nel mercato globale della stevia.
Non cresce bene nei terreni compatti, preferendo quelli sciolti; quindi è pianta di ambienti ruderali e di terreno smosso e lavorato più che pianta da prato; è abbastanza tollerante per l'acidità del suolo. Richiede un'esposizione soleggiata, ma vegeta bene anche in posizione semiombreggiata.
In caso di clima freddo può essere protetta mediante pacciamature, permettendo la sopravvivenza della parte basale che rivegeterà a primavera. In caso di clima molto freddo può essere ovviamente ricoverata in serra, riportandola all'aperto dopo le ultime gelate primaverili.
La pianta si adatta anche alla coltivazione in vaso, con un contenitore di medio grande dimensioni.

## Riproduzione e moltiplicazione
Si riproduce solitamente per seme, e si moltiplica per talea con una buona percentuale di successo. I semi sono minuscoli, e prima della semina vengono solitamente mescolati con della sabbia per evitare una distribuzione troppo fitta. La percentuale di germinazione è modesta. Si consiglia di non far seccare il terriccio durante la germinazione. Le piantine vengono trapiantate individualmente quando hanno messo il secondo paio di vere foglie, mettendole a dimora all'esterno dopo le ultime gelate, e fornendo loro una certa protezione fin quando la pianta è ben avviata.

## Usi

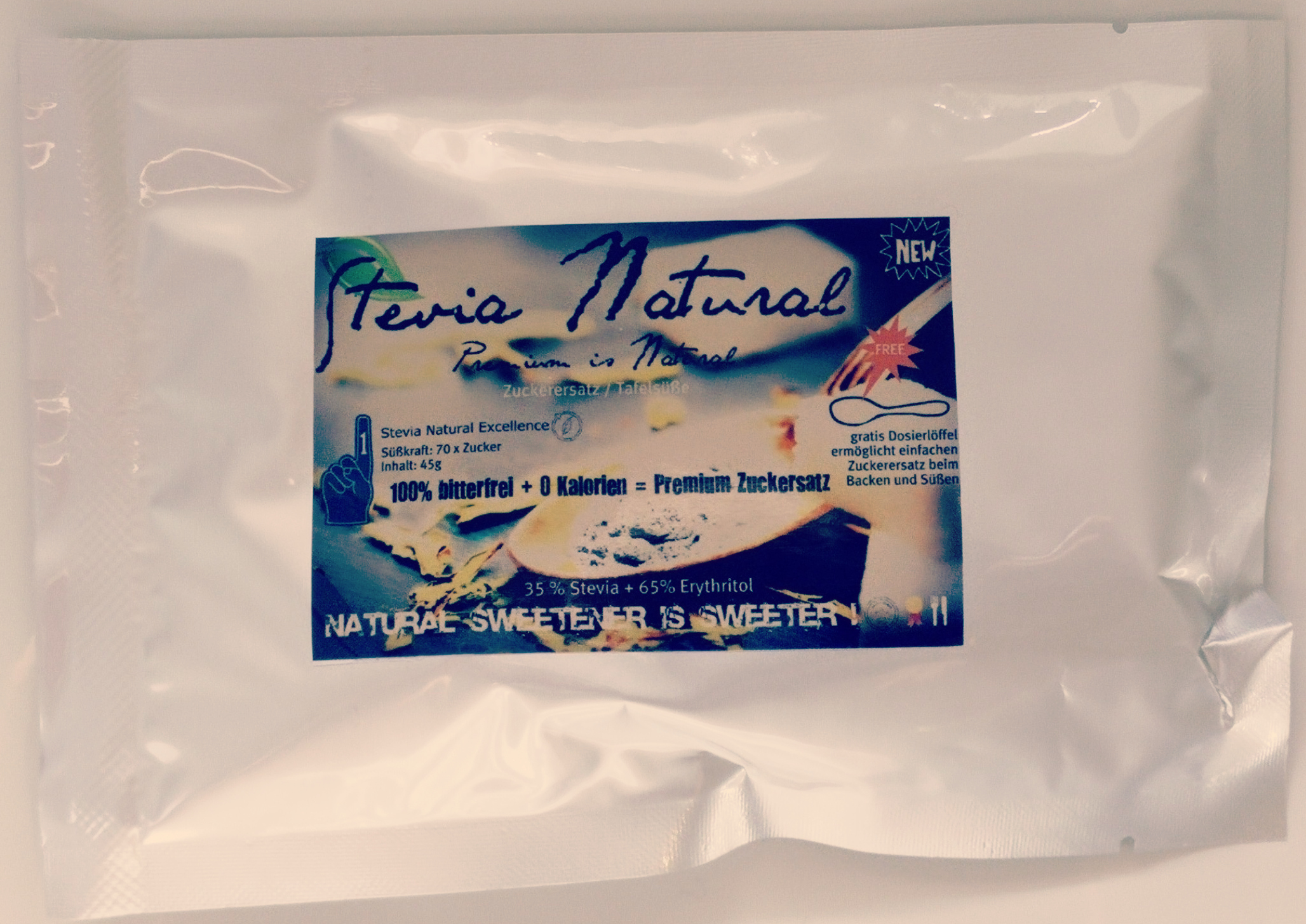
Confezione di stevia venduta come dolcificante

La stevia è conosciuta da molti popoli dell'area geografica sudamericana da diversi millenni, oltre che per il potere dolcificante delle sue foglie, anche per le proprietà medicinali, infatti è comunemente usata da secoli dai popoli indigeni del sud America per le sue doti antinfiammatorie e antiossidanti, ed è usata ancora oggi.
Viene usata come dolcificante, in quanto è molto più dolce del comune saccarosio. I principi attivi sono lo stevioside, e il rebaudioside A, che si trovano in tutte le parti della pianta ma sono più disponibili e concentrati nelle foglie, che quando sono seccate (disidratate), hanno un potere dolcificante (per effetto della miscela dei due componenti dolcificanti) da 150 a 250 volte il comune zucchero. Secondo alcuni studi lo stevioside è tra 110 e 270 volte più dolce del saccarosio, il rebaudioside A tra 150 e 320 volte, e il rebaudioside C tra 40 e 60 volte..
Contrariamente allo zucchero i principi attivi non hanno alcun valore nutrizionale (zero calorie), e sono relativamente stabili nel tempo e alle alte temperature, per cui conservano perfettamente le loro caratteristiche anche in prodotti da forno o in bevande calde, diversamente da altri dolcificanti di sintesi come l'aspartame, che subisce degradazione.
Secondo alcuni studi le differenti concentrazioni di stevioside nei diversi organi della pianta fungono da protettori delle parti aeree rendendola così non appetibile ai predatori erbivori. È stata dunque presupposta la presenza nella pianta di sostanze antifungine e antimicrobiche e per questo motivo l’arbusto della Stevia e i suoi principi attivi sono attualmente studiati come sostitutivi degli antibiotici negli allevamenti di polli.
L’azione antimicrobica è stata dimostrata da una ricerca su Streptococcus mutans, Pseudomonas aeruginos, Proteus vulgaris e altri microrganismi, e, dopo successivi studi ed esperimenti sui topi, la Stevia viene aggiunta a dentifrici e collutori per prevenire la carie
L'uso della stevia nei prodotti alimentari è stato in passato limitato in Europa e USA dato che alcuni suoi componenti alle dosi testate, come lo steviolo e lo stevioside, erano considerati genotossici. In seguito a ciò la Food and Drug Administration (FDA) ne ammise l'uso solo come integratore dietetico, ma non come ingrediente o additivo alimentare. Infine la FDA in seguito a domanda di Cargill e di Whole Earth Sweetener Company LLC, approvò il rebaudioside come Food Additive nel 2008.
L'Unione Europea (EFSA) il 14 aprile 2010 ha approvato l'uso della stevia come Food Additive, così come è accettato in Svizzera, e storicamente in tutti Paesi latino-americani.
Esaminando tali dati provenienti dai Paesi che ne fanno uso corrente, anche da molto tempo, la FAO e l'OMS hanno stabilito una "dose massima giornaliera" di steviolo di 2 mg/kg peso corporeo. Questo limite, nello studio della FAO, presenta un fattore di sicurezza 200, ossia è 200 volte inferiore alle quantità che possono essere considerate "eccessive", e quindi influenti negativamente sulla salute.